# Sömmerda (huyện)
Sömmerda là một huyện (Kreis) ở phía bắc của Thüringen, Đức. Các huyện giáp ranh (từ phía bắc theo chiều kim đồng hồ) là: Kyffhäuserkreis, Burgenlandkreis ở Saxony-Anhalt, huyện Weimarer Land và thành phố không thuộc huyện Erfurt, và huyệns Gotha và Unstrut-Hainich.

## Lịch sử
Huyện Sömmerda được lập năm 1952. Năm 1994, các huyện Thuringia đã được tổ chức lại, huyện Sömmerda được mở rộng đáng kể do được bổ sung các đô thị từ các huyện bị giải thể Artern và Erfurt-Land.

## Địa lý
Sông chính chảy qua huyện này là sông Unstrut.

## Thị xã và đô thị
| Thị xã không thuộc Verwaltungsgemeinschaft | và các đô thị           |
| ------------------------------------------ | ----------------------- |
| 1. Rastenberg 2. Sömmerda 3. Weißensee     | 1. Elxleben 2. Witterda |

| Verwaltungsgemeinschaften | Verwaltungsgemeinschaften | Verwaltungsgemeinschaften |
| --- | --- | --- |
| 1. An der Marke 1. Eckstedt 2. Markvippach 3. Schloßvippach1 4. Sprötau 5. Vogelsberg 2. Buttstädt 1. Buttstädt1, 2 2. Ellersleben 3. Eßleben-Teutleben 4. Großbrembach 5. Guthmannshausen 6. Hardisleben 7. Kleinbrembach 8. Mannstedt 9. Olbersleben 10. Rudersdorf 3. Gera-Aue 1. Andisleben 2. Gebesee1, 2 3. Ringleben 4. Walschleben | 4. Gramme-Aue 1. Alperstedt 2. Großmölsen 3. Großrudestedt1 4. Kleinmölsen 5. Nöda 6. Ollendorf 7. Udestedt 5. Kindelbrück 1. Bilzingsleben 2. Büchel 3. Frömmstedt 4. Griefstedt 5. Günstedt 6. Herrnschwende 7. Kannawurf 8. Kindelbrück1, 2 9. Riethgen | 6. Kölleda 1. Beichlingen 2. Großmonra 3. Großneuhausen 4. Kleinneuhausen 5. Kölleda1, 2 6. Ostramondra 7. Schillingstedt 7. Straußfurt 1. Gangloffsömmern 2. Haßleben 3. Henschleben 4. Riethnordhausen 5. Schwerstedt 6. Straußfurt1 7. Werningshausen 8. Wundersleben |
| 1thủ phủ của Verwaltungsgemeinschaft;2thị xã | | |